# Cryptocephalus apicalis
Cryptocephalus apicalis es una especie de insecto coleóptero de la familia Chrysomelidae.
Fue descrita científicamente en 1830 por Gebler.